# Erycina hyalinobulbon
Erycina hyalinobulbon là một loài thực vật có hoa trong họ Lan. Loài này được (Lex.) N.H.Williams & M.W.Chase mô tả khoa học đầu tiên năm 2001.

## Hình ảnh

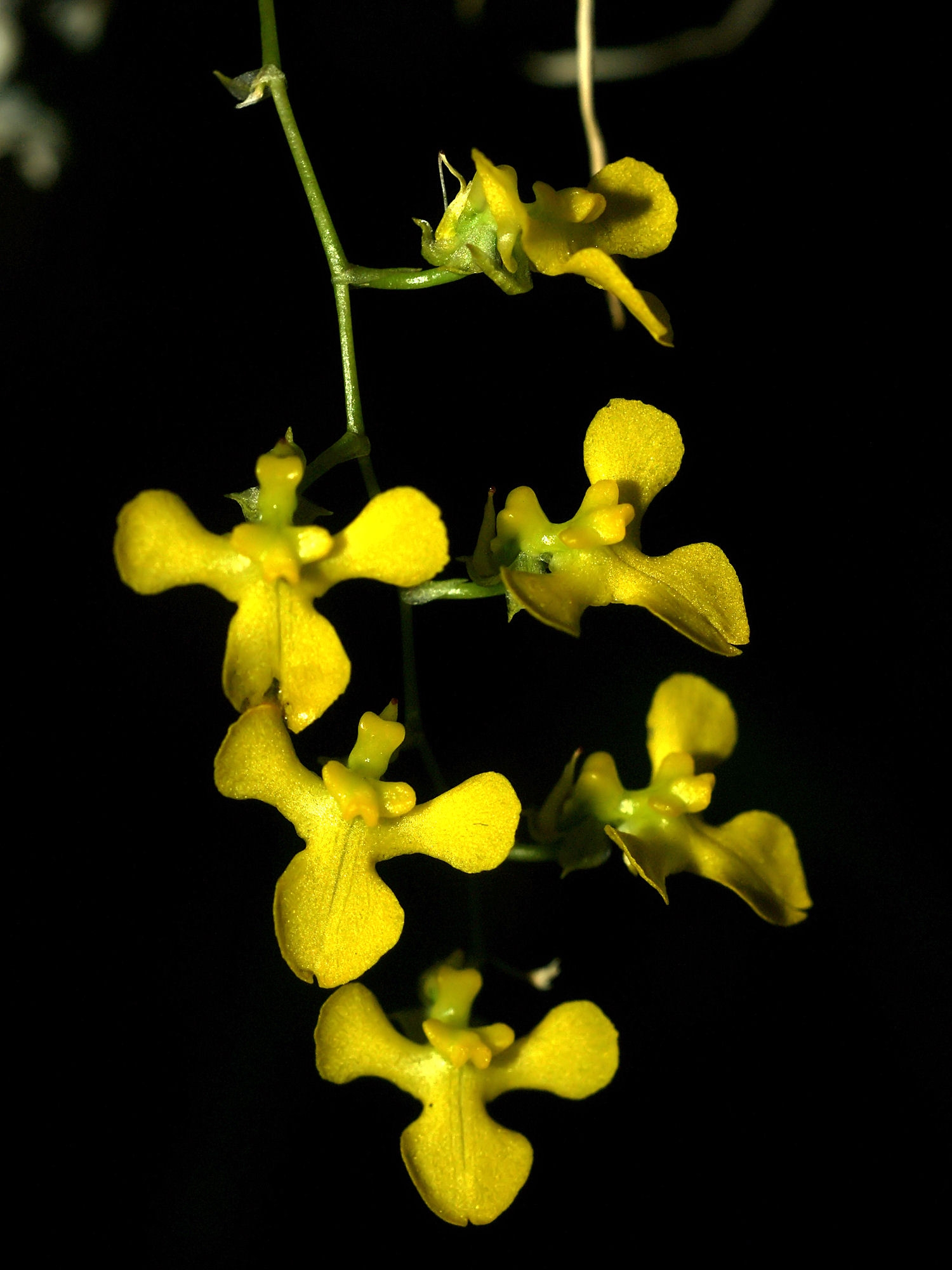